# أوماه

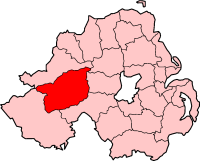
موقع أوما، إيرلندا الشمالية

أوماه (بالإيرلندية: An Ómaigh) هي عاصمة مقاطعة تيرون، الواقعة في محافظة أولستر، إيرلندا الشمالية، وأكبر مدنها. تقع المدينة حيث يلتقيان نهرا درمرا وكاماون، مشكلين نهر سترول. يسكن المدينة 21380 نسمة (الإحصائيات التقديرية لعام 2006). أصبحت مدينة أوما عاصمة لمقاطعة تيرون منذ عام 1768 حينما كانت مدينة دنغانون هي العاصمة. يقال بأن المدينة قد تأسست عام 792 مما يجعلها المدينة الأقدم في إيرلندا الشمالية. تقع المدينة في وسط محافظة ألستر، وتبعد بحوالي 30 دقيقة من الحدود إيرلندا الشمالية - جمهورية إيرلندا.

## توأمة
لأوماه اتفاقيات توأمة مع:
- لا هي لي روز

## أعلام
- جون جورمان
- جون وايت
- جيرارد مسسورليي
- ويليام تومسون
- ديفيد بيتس
- سام نيل

## وصلات خارجية
- الموقع الرسمي